# Station de Troll

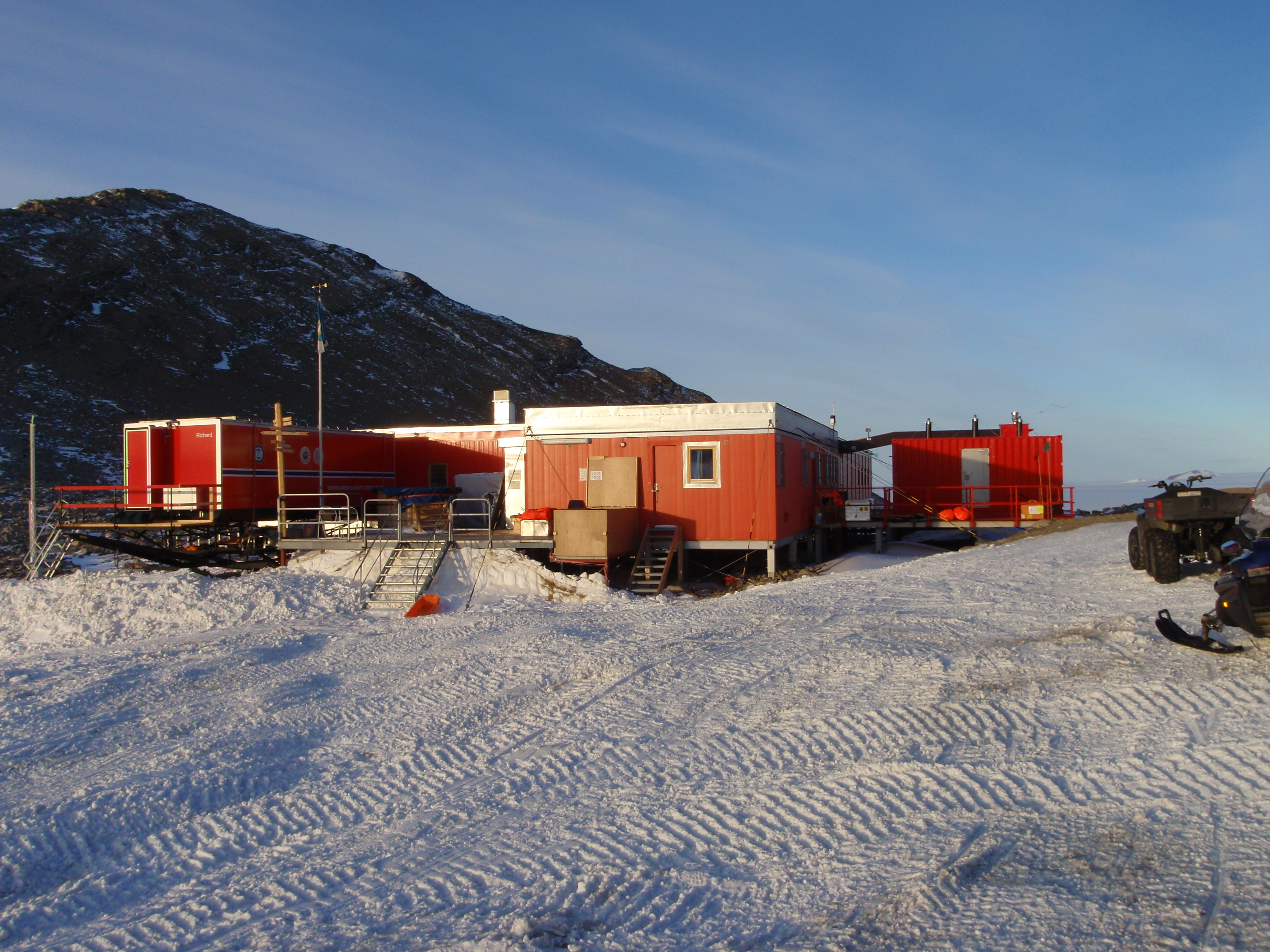
La station de recherche norvégienne Troll en Antarctique.

La station de Troll (norvégien : Troll satelittstasjon) ou TrollSat est une station terrienne norvégienne située sur la Terre de la Reine-Maud, en Antarctique qui est utilisée pour les communications avec les satellites d'observation de la Terre circulant sur une orbite polaire. Elle est installée dans la base antarctique Troll, centre de recherche que le Norsk Polarinstitutt (centre de recherche polaire norvégien) maintient dans cette région. La station ouverte en 1999, TrollSat est la propriété en 2018 de la société Kongsberg Satellite Services (KSAT) une coentreprise détenue par l'entreprise Kongsberg Gruppen et l'agence spatiale norvégienne, le Norsk Romsenter. 

## Équipements
La station de Troll est installée comme le centre de recherche polaire à plus de 1000 mètres d'altitude sur un nunatak c'est-à-dire un barre rocheuse qui émerge de l’inlandsis, le glacier qui recouvre pratiquement tout le continent Antarctique. Grâce à sa latitude élevée (72°S), la station est visible à chaque orbite par les satellites circulant sur une orbite polaire à une altitude supérieure à 500 kilomètres. La station dispose d'antennes paraboliques de 7,3 mètres de diamètre assurant des liaisons descendantes et montantes en bande S et  X, S et X. L'utilisation de la station est couplée avec celle de la  station du Svalbard située  dans l'île de Svalbard près du pôle Nord et qui permet également un contact à chaque orbite avec les satellites circulant en orbite polaire. 